# ジェミニ12号
ジェミニ12号 (Gemini 12) はアメリカ合衆国の有人宇宙飛行であるジェミニ計画で打ち上げられた宇宙船およびその宇宙飛行計画。ジェミニ宇宙船としては12番目のものであり、1966年11月11日に打ち上げられた。この12号をもって、ジェミニ計画は終了となり、後継の月飛行を目指すアポロ計画が開始される。

## 概要
ジェミニ12号の目的は、月飛行計画に向けての技術開発の一環として、軌道上におけるランデブー及びドッキング、さらに船外活動（宇宙遊泳）にあった。軌道変更やドッキングについては、ジェミニ11号までに成功していたが、船外活動については作業が困難で成功とは言えない部分があった。そこで、ジェミニ12号のミッションでは船外活動に工夫を凝らしている。結果、ジェミニ計画で予定された技術試験は概ね達成することに成功した。
まず、ジェミニ12号の打上げに先立ち、ケープカナベラル空軍基地LC-14発射台よりアジェナ標的機(GATV-5001A)が1966年11月11日19:07:58UTCに打ち上げられた。この打上げは成功し、遠地点303.2km、近地点294.7kmの軌道に投入された。ジェミニ12号はタイタンII GLVロケットを用いて、1966年11月11日20:46:33UTCにケープカナベラル空軍基地LC-19発射台より打ち上げられている。
打上げ4時間14分後にアジェナ標的機とのドッキングに成功。しかし、アジェナ標的機のエンジンに不調が見られたため、より遠軌道への軌道変更試験は中止された。

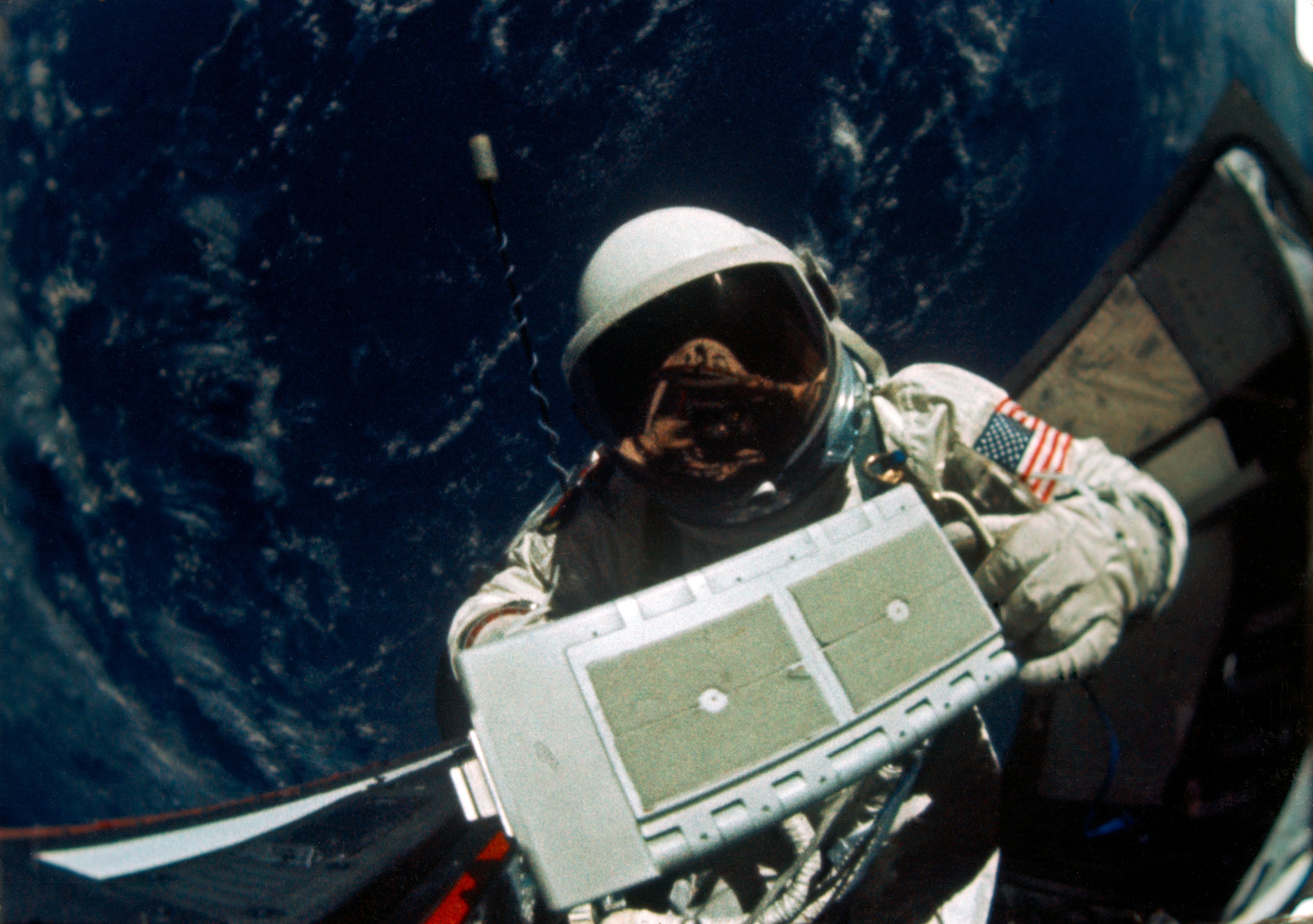
船外活動中のオルドリン

打上げ19時間29分後から1回目の船外活動が開始された。これまでの船外活動の困難さを踏まえ、水中での訓練や作業道具の見直し・追加を行なっている。これにより船外活動は、だいぶ容易なものとなった。オルドリンが2時間29分に渡って船外活動を行い、船外より微小隕石収集機の回収を行なっている。2回目の船外活動は42時間48分後から開始された。2時間6分に渡って継続され、アジェナ標的機とジェミニ宇宙船の間にテザーを設置した。携帯用手すりを用いて、従来の作業の困難性を克服している。
47時間23分にアジェナ標的機とのドッキングを解除し、テザーによる姿勢制御試験を行った。テザーの長さは30mで、両端にジェミニ宇宙船とアジェナ標的機がある形になる。これは51時間51分まで続けられた。オルドリンによる3回目の船外活動が66時間6分後から行われ、55分間の活動中、写真撮影が実施された。
94時間後に逆噴射を実施し、大気圏再突入を開始した。全自動モードでの突入であり、目標より4.8km離れたバハマ沖の大西洋上に着水している。航空母艦ワスプに回収されている。アメリカ国防総省もジェミニ12号の支援についており、人員9,775名と航空機65機、艦艇12隻が投入された。

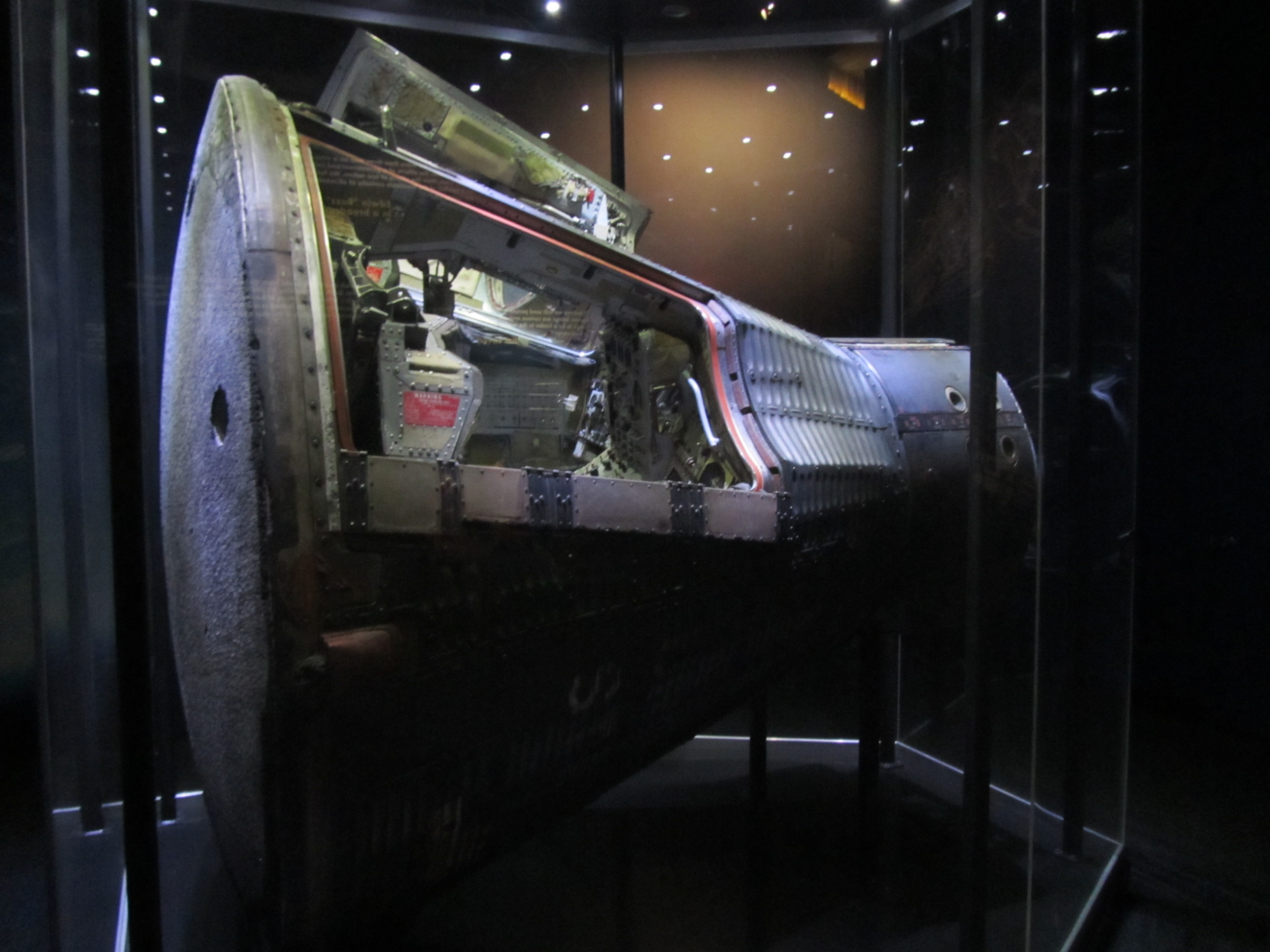
シカゴの天文学博物館に展示されているジェミニ12号

ジェミニ12号はイリノイ州シカゴの天文学博物館に保管展示されている。

## 搭乗員
- 船長：ジム・ラヴェル
- パイロット：バズ・オルドリン

### 予備搭乗員
- 船長：ゴードン・クーパー
- パイロット：ユージン・サーナン